# Radikál

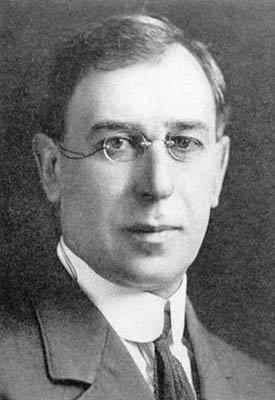
Moses Gomberg, zakladatel radikálové chemie

Radikál je v chemii vysoce reaktivní částice, která má jeden nebo více nepárových elektronů. Vícenásobné radikály se označují předponami; např. radikál se dvěma volnými elektrony se označuje jako biradikál.
Jako radikál nebo volný radikál se ve fyziologii označuje chemický radikál, který zvyšuje oxidativní charakter a posiluje redoxní reakce vnitřního prostředí organismu (krve, tkání, orgánů, buňky), snižuje hladinu antioxidantů (antioxidační rezistenci) vnitřního prostředí organismu a stává se tak radikálem biologickým.
Jako radikál je také někdy nesprávně označována funkční skupina (odtud pak zmiňovaný volný radikál jako protiklad).

## Zápis
Elektron radikálu se v chemickém zápisu obvykle označuje tečkou CH •
3  (znak bullet v horním indexu).

## Názvosloví
V organické chemii se radikál označuje koncovkou -yl. Například radikál methanu se označuje jako methyl (viz výše), alkanová koncovka -an se tedy vypustí. Pokud se nejedná o alkan, je koncovka zachována – radikál od ethenu se tedy bude nazývat ethenyl (triviální název vinyl).
Biradikál má koncovku -ylen (vyjadřující, že se jedná o dvojvazný radikál).
V anorganické chemii pro radikály neexistuje specifické názvosloví a pojmenovávají se opisně; např. O• je kyslíkový radikál, O 2•
2  biradikál kyslíku.

## Význam v medicíně
Volné radikály mohou v organismu vznikat v důsledku fyziologických (normálních) i patologických procesů a mohou se podílet jak na fyziologických, tak i na patologických dějích. Dokonce podle typu může být jejich zásah do patologie pro organismus pozitivní nebo naopak škodlivý. Jejich pozitivní či negativní vliv na stárnutí organismu je také nejasný. Existuje i pozitivní vliv volných radikálů na mozek.

### Původ radikálů v těle

#### Radikály účastnící se na fyziologických funkcích
Nejznámějším radikálem podílejícím se na fyziologických regulacích je oxid dusnatý (NO). Vzniká cíleně metabolizací aminokyseliny argininu, receptor pro něj je spojen s G-proteiny.
NO je známý především pro svůj vazodilatační efekt, tedy pro relaxační vliv na hladkou svalovinu stěny cév a tím pro uvolnění stahu cév. Z toho důvodu se podává i terapeuticky při záchvatu anginy pectoris např. v podobě nitroglycerinových podjazykových tabletek (lingvet). Oxid dusnatý hraje roli i v mechanismu erekce, proto se někdy látky uvolňující jej po delší dobu zneužívají jako látky podporující erekci (amylnitrit) navzdory riziku hypotenzního kolapsu způsobeném generalizovanou dilatací cév.
Dalším volným radikálem, který se v těle objevuje v důsledku fyziologických dějů, je oxid uhelnatý. Jde o odpadní produkt degradace hemoglobinu, nicméně je možné, že by mohl působit jako antagonista oxidu dusnatého.

#### Radikály vznikající při patologických stavech
Vysoká a poměrně nespecifická chemická reaktivita činí volné radikály nebezpečné pro všechny živé struktury. Volné radikály jsou z toho důvodu nespecifickou ale účinnou zbraní imunitního systému. Některé buňky imunitního systému (neutrofily, makrofágy) mohou po stimulaci podstatně zvýšit svůj metabolismus (tzv. respirační vzplanutí) a do svého okolí začnou produkovat agresivní látky charakteru mj. volných radikálů.

#### Radikály v energetickém metabolizmu
Činností enzymů dýchacího řetězce vznikají v mitochondriích jako vedlejší produkt i volné radikály. Tyto jsou ovšem urychleně odstraňovány a výraznější roli mohou hrát jen při patologických stavech (reperfúzní poškození).

#### Radikály vzniklé v důsledku fyzikálních faktorů
Volné radikály mohou vznikat v důsledku zevních fyzikálních faktorů, nejčastěji v důsledku působení záření na v zásadě libovolné molekuly. Protože vznik radikálu vyžaduje menší množství energie, může vznik volných radikálů vyvolat nejen ionizující záření, ale třeba i záření ultrafialové. Takto vzniklé volné radikály jsou již jednoznačně škodlivé.

#### Radikály vzniklé chemickou cestou
Některé poškozené biomolekuly mohou mít samy charakter radikálů a tím iniciovat vznik dalších radikálů. Nejznámější jsou v tomto ohledu proteiny, na které se enzymaticky navázala glukóza, tzv, AGE's (advanced glycation end-product), které hrají velkou roli v poškození nekompenzovaným nebo špatně kompenzovaným diabetem.

#### Radikály ze zevního prostředí
Látky charakteru radikálů se mohou do těla dostat i ze zevního prostředí. Může se jednat jak o průmyslové polutanty, tak i o látky užívané záměrně. Nejčastěji jde o látky obsažené v cigaretovém kouři, jedná se však i o následující látky:
- dusitany
- chlór
- kyslíkové radikály, kyslík, ozón, peroxidy, oxidy a jejich reaktivní sloučeniny
- těžké kovy
- železo a měď, zejména v některých sloučeninách
- některé herbicidy a pesticidy
- tuky přepálené a vlivem tepla, světla a času za přístupu vzduchu zoxidované (žluklé),

### Účinky
Volné radikály hrají roli ve vzniku nebo rozvoji několika desítek onemocnění, jedná se zejm. o následující:
- ateroskleróza – iniciace poškození endotelu a následné narůstání chronickým zánětem v ateromovém plátu
- nádorová onemocnění – DNA může být poškozena i volnými radikály
- Alzheimerova choroba – chronický zánět vede k poškození volnými radikály produkovanými imunitním systémem

### Přirozené antioxidanty
V lidském těle je několik systémů a látek podílejících se na likvidaci volných radikálů. Jde např. o následující látky:
- glutathion
- vitamín C
- vitamín E
- kyselina močová